# Storabborrtjärnen (Lycksele socken, Lappland)
Storabborrtjärnen är en sjö i Lycksele kommun i Lappland och ingår i Öreälvens huvudavrinningsområde.